# Patrick Bühlmann
Patrick Bühlmann (16 augustus 1971) is een voormalig betaald voetballer uit Zwitserland die bij voorkeur als middenvelder speelde. Hij beëindigde zijn loopbaan in het seizoen 2008-2009 bij FC Zug 94, waar hij nadien aan de slag ging als voetbaltrainer.

## Interlandcarrière
Bühlmann maakte zijn debuut voor het Zwitsers voetbalelftal in de vriendschappelijke wedstrijd tegen Hongarije op 18 november 1998, net als aanvaller Alexandre Rey (Servette) en verdediger Marc Hodel (FC Zürich). Zijn eerste en enige interlandtreffer maakte hij op zaterdag 9 oktober 1999, toen Zwitserland met 2-0 won in en van Wales tijdens een EK-kwalificatieduel. Bühlmann speelde in totaal zeventien interlands voor de nationale ploeg in de periode 1998-2001.

## Erelijst
Servette FC
- Zwitsers landskampioen

1999